# 傅传作
傅传作（1914年8月—1982年8月26日），是中国人民解放军高级将领，空军少将军衔，湖北石首人。
1930年参加红军，1931年参加中国共产党，在红二方面军，参加了长征。肃反期间，曾被贺龙救过一命。抗日战争时期在八路军一二零师。第二次国共内战时期在西北作战，曾任第一军第一师师长。随部队进攻西南。1950年起任任西南军区空军司令员，1955年获空军少将军衔。1955年任武汉军区空军司令员。在武汉期间，曾提供诬陷贺龙的材料。1955年，授予中国人民解放军少将。
1973年因林彪事件，空军高层出现真空，被任命为空军政治委员。1975年，贺龙平反，遂被免职。
1982年8月26日去世。